# Рыжулинцы
Рыжулинцы (укр. Рижулинці) — село в Хмельницком районе Хмельницкой области Украины.
Население по переписи 2001 года составляло 283 человека. Почтовый индекс — 31361. Телефонный код — 382. Занимает площадь 4,8 км². Код КОАТУУ — 6825084203.

## Местный совет
31335, Хмельницкая обл., Хмельницкий р-н, с. Малиничи, ул. Октябрьская, 46